# A story ended
A story ended is een soloalbum en het debuutalbum van Dick Heckstall-Smith solo. Na het uiteenvallen van Colosseum kwam DHS zonder werk te zitten. Hij stond niet bekend als muzikaal leider, maar wilde wel graag meespelen. Om zijn loopbaan voort te zetten schakelde hij songwriter Pete Brown in om samen met zijn muziek een album uit te brengen. Voor de keus aan musici kon hij kiezen uit een uitgebreide “vrienden”kring na The Graham Bond Organisation en Colosseum. Hij vroeg om Jon Hiseman, maatje uit zowel GBO en Colosseum het album te produceren. Dat had een voordeel want zo kon het stuk The pirate’s dream, dat beide heren voor Colosseum klaar hadden gezet alsnog uitgegeven worden. In vijf dagen op de grens van maart en april 1972 werd in de Manor Studio (destijds van Richard Branson) het album opgenomen. Voor Graham Bond ging het allemaal veel te snel, zijn werk werd op halve snelheid opgenomen en later ingevoegd.
Het album viel in twee delen uiteen; de eerste plaatkant met nieuwe materiaal en de tweede met het nog beschikbare Colosseumwerk. 
Na dit album vond DHS aansluiting bij Manchild. De titel van het album luidde A story ended. Het album heeft echter een andere opdruk:  Dust in de air suspended, Marks the place where the story ended, een citaat uit Four Quartets van T.S. Eliot.

## Musici
- Paul Williams – zang
- Caleb Quaye – gitaar
- Mark Clarke – basgitaar, zang
- Bob Tait – slagwerk
- Dave Greenslade – toetsinstrumenten
- Gordon Beck – piano
- Graham Bond – piano, orgel, synthesizers, zang
- Jon Hiseman – drums, percussie
- Chris Spedding – gitaar
- Chris Farlowe – zang
- DHS – saxofoons

### Manchild-tracks
- DHS-saxofoons
- James Litherland – gitaar
- Billy Smith - basgitaar
- Dave Rose - synthesizer
- John Denith alias Theodore Thunder- drums

## Muziek
| Nr. | Titel                                    | Duur |
| --- | ---------------------------------------- | ---- |
| 1.  | Future song (DHS, Brown)                 | 4:06 |
| 2.  | Crabs (DHS, Brown)                       | 5:12 |
| 3.  | Moses in the Bullrushourses (DHS, Brown) | 3:41 |
| 4.  | What the morning was after (DHS, Brown)  | 5:30 |

| Nr. | Titel                                             | Duur  |
| --- | ------------------------------------------------- | ----- |
| 1.  | The pirate’s dream (David Clempson, DHS, Hiseman) | 11:09 |
| 2.  | Same old thing (David Clempson, DHS, Hiseman)     | 6:41  |

| Nr. | Titel                                 | Duur |
| --- | ------------------------------------- | ---- |
| 7.  | Moses in the Bullrushourses (live)    |      |
| 8.  | The pirate’s dream (live)             |      |
| 9.  | No amount of loving (live)            |      |
| 10. | I’ll go back to Venus (door Manchild) |      |
| 11. | I can’t get it (door Manchild)        |      |